# 105 mm armata czołgowa CN-105F1
105 mm armata czołgowa CN-105F1 – armata czołgowa francuskiej konstrukcji.
Armata została opracowana w zakładach Etablissement d'Etudes et de Fabrieation d'Armement de Bourges (EFAB) na przełomie lat pięćdziesiątych i sześćdziesiątych. Jest zasadniczym uzbrojeniem czołgów AMX-30 i AMX-32. Lufa jest bez przedmuchiwacza i wyposażona w osłonę termiczną ze stopu magnezu. Sprężonym powietrzem są usuwane z lufy gazy prochowe. Posiada zamek klinowy o ruchu poziomym. Z dwóch symetrycznie usytuowanych cylindrów opornika hydraulicznego i jednego cylindra powrotnika pneumatycznego składa się oporopowrotnik. 
Do strzelania stosuje się naboje o masie 17,1 kg z pociskiem APFSDS (masa 5,8 kg, prędkość początkowa 1525 m/s), naboje o masie 22 kg z pociskiem HEAT (masa 10,95 kg, prędkość początkowa 1000 m/s) oraz naboje z pociskiem odłamkowo–burzącym, dymnym i oświetlającym.

## Dane techniczne armaty
- Masa armaty – 2470 kg[1]
- Długość lufy – 5900 mm
- Szybkostrzelność – 8 strz./min.
- Donośność skuteczna – 5000 m